# Pintér Márta Zsuzsanna
Pintér Márta Zsuzsanna (Dorog, 1961. november 21. –) magyar irodalom- és színháztörténész. Kutatási területe a régi magyar irodalom és a felvilágosodás magyar irodalma, 16–18. századi dráma- és színháztörténet.

## Tanulmányai
Általános iskolai tanulmányait a dorogi Zrínyi Ilona Általános Iskolában végezte, 1980-ban érettségizett az esztergomi Dobó Katalin Gimnázium francia tagozatán.
1985-ben az ELTE Bölcsészettudományi Kar (ELTE-BTK) magyar nyelv és irodalom - történelem szakán szerzett kitüntetéses diplomát. 
1990-ben ugyanitt szerezte meg egyetemi doktori fokozatát, 1995-ben irodalomtudományból az MTA kandidátusa (CSc) lett. 2002-ben habilitált a Miskolci Egyetemen.
2018-ban megszerezte az MTA doktora címet.

## Pályafutása
- 1985-1988 az MTA Irodalomtudományi Intézetének tudományos segédmunkatársa
- 1988-1996 az MTA Irodalomtudományi Intézetének tudományos munkatársa
- 1991-1995 ELTE Tanárképző Főiskolai Kar (ELTE-TFK) Magyar Irodalmi Tanszékének óraadó tanára
- 1994-1995 Miskolci Egyetem Régi Magyar Irodalmi Tanszékén félállású egyetemi adjunktus
- 1995-2000 Károli Gáspár Református Egyetem Régi Magyar Irodalmi Tanszékén és a Felvilágosodás Magyar Irodalma *Tanszéken félállású egyetemi adjunktus
- 1996- Veszprémi Egyetem (később: Pannon Egyetem) Színháztudományi Tanszékén egyetemi docens
- 2000-2012 a Pannon Egyetem Színháztudományi Tanszékének vezetője, 2004-től a színháztudomány szak szakvezetője
- 2012- Eszterházy Károly Tanárképző Főiskola Magyar Irodalomtudományi Tanszék, főállású egyetemi docens
- 2016 – Eszterházy Károly Egyetem, Irodalomtudományi Tanszék, tanszékvezető egyetemi docens
- 2017 – Az Eszterházy Károly Egyetem Bölcsészettudományi Kar dékánja
- 2018. szept. 1. -  egyetemi tanár

## Ösztöndíjai, kitüntetései
- TMB ösztöndíj, MTA Irodalomtudományi Intézet, 1985-1988
- CNRS ösztöndíj, Párizs 1995
- Bolyai János Ösztöndíj 1998-2001
- Széchenyi István Ösztöndíj 2002-2005
- Eötvös Ösztöndíj 2001
- 2005 Martinkó-díj (Demeter Júliával)
- „Az Eszterházy Károly Főiskoláért” Díj,  Ezüst fokozat, 2015.
- Faludi Ferenc Alkotói Díj 2018[1]
- A Magyar Érdemrend lovagkeresztje (2021)

## Könyvei
- Ferences iskolai színjátszás a XVIII. században - Bp. 1993. Argumentum Kiadó, Irodalomtörténeti füzetek, 132. szám. 163.p
- A magyarországi katolikus tanintézmények színjátszásának forrásai és irodalma 1800-ig. Fontes ludorum scenicorum in scholis institutisque catholicis Hungariae. (Sorozatszerkesztő: Hopp Lajos), szerk. Varga Imre, sajtó alá rendezte: Kilián István, Pintér Márta Zsuzsanna, Varga Imre. Bp. 1992. Argumentum Kiadó, 267.p
- Történelem a színpadon Varga Imre–Pintér Márta Zsuzsanna - Bp. 2000. Argumentum Kiadó, Irodalomtörténeti füzetek, 147. szám. 228.p
- „ Jöszte poétának” Egy ismeretlen Csokonai-versgyűjtemény Demeter Júlia–Pintér Márta Zsuzsanna - Bp. 2005. Argumentum Kiadó, Irodalomtörténeti füzetek 156. szám.337.p.
- Theatrum és literatúra, Bp. 2014. Universitas Kiadó, [Historia Litteraria, 30.] 257. p.
- Le théâtre dans le Royaume de Hongrie aux XVIIe et XVIIIe siècles, Nagyvárad, 2015. Partium Kiadó,  134 p.
- Egy rejtőzködő irodalmár a 18. századból. Mártonfi József erdélyi püspök(1746-1815), Budapest, 2016. Protea Kulturális egyesület, 174. p.
- A történelmi dráma alakzatai a 16-18. századi magyar irodalomban, Budapest, 2019. L’Harmattan kiadó, 446. p.

## Szerkesztések
- Iskoladráma és folklór (Szerk. Kilián István, Pintér Márta Zsuzsanna) Debrecen, 1989. KLTE ETHNICA Alapítvány, 207.p. (Folklór és Etnográfia 50.)
- Az iskolai színjáték és a népi dramatikus hagyományok (Szerk. Kilián István, Pintér Márta Zsuzsanna), Debrecen, 1993. KLTE Néprajz tanszék, ETHNICA Alapítvány, 204.p.
- Barokk színház - barokk dráma (Szerk. Pintér Márta Zsuzsanna) Debrecen, 1997. KLTE ETHNICA Alapítvány, 212. p.
- Irodalom, történelem, folklór (Mikes Kelemen születésének 300. évfordulójára. A budapesti Mikes-konferencián elhangzott előadások) (Szerk. Hopp Lajos, Pintér Márta Zsuzsanna, Tüskés Gábor), Debrecen, 1992. KLTE ETHNICA kiadvány, 147.p
- Színházak és színészek a 19. századi Balatonfüreden (Szerk. Pintér Márta Zsuzsanna), Tempevölgy könyvek 7. Balatonfüred, 2012. 134. p.
- Szín-Játék-Költészet Tanulmányok a nyolcvanéves Kilián István tiszteletére (Szerk. Czibula Katalin, Demeter Júlia, Pintér Márta Zsuzsanna, Budapest - Nagyvárad,  2013. Partium Kiadó- Protea Egyesület- rec.iti, pp. 448.
- „Édes érzékenység” Tanulmányok Ányos Pálról, (Szerk. Pintér Márta Zsuzsanna, Bp.-Veszprém, 2014, Gondolat-PE MFTK, pp. 220.
- Színjátéka I. Régi magyar iskolai színjátékok, Komédiák, (Sajtó alá rendezte. Brutovszky Gabriella, szerk. Pintér Márta Zsuzsanna) Protea
- Színjátéka, Régi magyar iskolai színjátékok 2., Misztériumjátékok 1.(Sajtó alá rendezte Medgyesy S. Norbert) 2016. Protea Kulturális egyesület
- A szövegtől a szcenikáig. Tanulmányok a dráma- és színháztörténet köréből  (Szerk. Czibula Katalin, Demeter Júlia, Pintér Márta Zsuzsanna), Eger, 2016
- 1993 óta szerkesztője a Régi Magyar Drámai Emlékek XVIII. századi sorozatának
- Theory and practice in 17th–19th century theatre : sources, influences, texts in latin and in the vernacular, ways towards professional stage, (Szerk. Czibula Katalin, Demeter Júlia, Pintér Márta Zsuzsanna), Eger, 2019. Líceum kiadó, 322. p.

## Megjelent kötetei
- Jezsuita iskoladrámák I. (Szerk. Varga Imre, sajtó alá rendezte Alszeghy Zsoltné, Czibula Katalin, Varga Imre), Bp. 1992. Akadémiai Kiadó, 990.p.
- Jezsuita iskoladrámák II. (Szerk. Varga Imre, sajtó alá rendezte Alszeghy Zsoltné, Berecz Ágnes, Czibula Katalin, Keresztes Attila, Kiss Katalin, Knapp Éva, Varga Imre) Bp. 1992. Akadémiai Kiadó, 1104 p.
- Piarista iskoladrámák 1. RMDE XVIII. század (Szerk. Demeter Júlia - Kilián István - Pintér Márta Zsuzsanna), Bp. 2002. Akadémiai Kiadó - Argumentum Kiadó, 1014. p.
- Piarista iskoladrámák 2. RMDE XVIII. század (Szerk. Demeter Júlia - Kilián István - Pintér Márta Zsuzsanna), Bp. 2007. Akadémiai Kiadó - Argumentum Kiadó, 1227. p.
- Ferences iskoladrámák 1. RMDE XVIII. század (Szerk. Demeter Júlia - Kilián István - Pintér Márta Zsuzsanna), Bp. 2009. Akadémiai Kiadó - Argumentum Kiadó, 940. p.
- Kollégiumi drámagyűjtemények RMDE XVIII. század (Szerk. Czibula Katalin-Demeter Júlia – Pintér Márta Zsuzsanna) Bp. 2015. Argumentum Kiadó, 1110 p.

## Társasági tagságai
- a Nemzetközi Magyar Hungarológiai Társaság tagja (1986-)
- a SIHCTOB (Société internationale d’histoire comparée du Théâtre, de l’Opéra et du Ballet) tagja (2006-)
- az OISTAT (Organisation Internationale des Scénographes, Techniciens et Architectes de Théâtre) magyar szekciójának tagja (1999-)
- 1997-2003 között az MTA Színház- és Filmtudományi Bizottságának a titkára
- 2001-2003 között az MTA Színház- és Filmtudományi Bizottságának akadémiai közgyűlési képviselője
- 2004-2010 között a Magyar Akkreditációs Bizottság Irodalomtudományi bizottságának tagja